# Francisco de Bobadilla y Maldonado
Francisco de Bobadilla y Maldonado "El Corregidor", I señor de Pinos y Beas,  fue un noble castellano del siglo XV que sirvió a los Reyes Católicos y fue hermano de Beatriz de Bobadilla, favorita de Isabel I de Castilla.

## Biografía
Fue hijo de Pedro de Bobadilla y su esposa María Maldonado, hija a su vez de Juan de Maldonado Anaya, regidor de Salamanca. Tuvo dos hermanas:
- Isabel, casada con Álvaro de Luna y Ayala.
- Beatriz, casada con Andrés Cabrera, marqués de Moya.

Su padre sería encargado por Enrique IV de la guarda de los infantes don Alfonso y doña Isabel (futura Isabel I de Castilla). De esta época nace la cercanía de los hermanos Bobadilla Maldonado con Isabel la Católica.
Fue maestresala de los Reyes Católicos, y sería nombrado por estos corregidor de Jaén, al menos desde 1479 y hasta finales de la década de 1480.Hacia esta última fecha también era corregidor de Andújar.
Participó como capitán en la conquista del Reino nazarí de Granada como capitán. Participó en la tala de la Vega de Granada (1486)  y la toma de Álora (1484), Vélez-Málaga (1487), Baza (1489)
Tras el éxito de esta campaña sería nombrado alcaide del castillo de Píñar (Granada), siéndole concedidas distintas propiedades en ese lugar. También adquirió el cortijo de Cijuela a una hermana de Boabdil.
Fue comendador de Córdoba en la orden de Santiago.
Es confundido frecuentemente con su homónimo sobrino, Francisco de Bobadilla, conquistador en Indias.

## Matrimonio e hijos
Contrajo matrimonio con María de Peñalosa, segoviana, hija de mosén Diego de Peñalosa (no debe confundirse con su homónima nieta, María de Peñalosa, hija de su hija Isabel). Fruto de este matrimonio tuvieron al menos cinco hijos: 
- Antonio, II señor de Pinos y Beas.
- Isabel de Bobadilla y Peñalosa, casada con  Pedro Arias Dávila, gobernador y capitán general de Castilla de Oro y fundador de la Ciudad de Panamá.
- Beatriz de Bobadilla y Peñalosa.
- Juana de Bobadilla y Peñalosa.

### Individuales
1. ↑  «Casa del Marqués de la Vega de Santa María». Representacion que haze don Christoval de Moscoso y Montemayor, conde de las Torres, marques de Cullera, señor de la Albufera ... al Rey nuestro señor. en casa de Diego Martinez Abad. 1722. p. 367. Consultado el 20 de abril de 2023.
2. ↑  «Documentos reales sobre Pegalajar en el Archivo General de Simancas». Sumuntán: anuario de estudios sobre Sierra Mágina (23): 301-306. 2006.
3. ↑  Pulgar, 1780, p. 237.
4. ↑  Instituto Luis de Salazar y Castro (1978). Estudios genealógicos, heráldicos y nobilarios en honor de Vicente de Cadenas y Vicent con motivo del XXV aniversario de la Revista Hidalguía. Ediciones Hidalguia. p. 160. ISBN 978-84-00-03779-6. Consultado el 20 de abril de 2023.
5. ↑  Pulgar, 1780, p. 281.
6. ↑  Pulgar, 1780, p. 225.
7. ↑  Pulgar, 1780, p. 293.
8. ↑  Pulgar, 1780, p. 344.
9. ↑  Pulgar, 1780, p. 354.
10. ↑  Labrador Arroyo, Félix; Trápaga Monchet, Koldo (2017). «La configuración del espacio y la explotación forestal de un enclave singular: el Real Sitio del Soto de Roma durante la dinastía Habsburgo». Studia historica. Historia moderna 39 (2): 293-327. ISSN 0213-2079. Consultado el 20 de abril de 2023.
11. 1 2  Hernández, Fco Javier (6 de mayo de 2018). «Heráldica y Genealogía Granadina. : Peñalosa.». Heráldica y Genealogía Granadina. Consultado el 20 de abril de 2023.
12. ↑  Bethany Aram (2018). «Isabel de Bobadilla». Diccionario Biográfico electrónico (DB~e). Madrid: Real Academia de la Historia. Consultado el 13 de febrero de 2023.
13. ↑  «El Señorío de Veas». Ayuntamiento de Beas de Granada. 16 de agosto de 2019. Consultado el 20 de abril de 2023.